# Копейное (Могилёвская область)
Копейное (Копейна) — деревня в составе Вендорожского сельсовета Могилёвского района Могилёвской области Республики Беларусь.
Населённый пункт состоит из традиционных крестьянских усадеб с деревянными домами и хозяйственными постройками, поставленными около просёлочной дороги.

## Географическое положение
Находится в 20 км к юго-западу от Могилёва, 6 км от железнодорожной станции Вендриж на линии Могилёв — Осиповичи. Рельеф равнинный, на востоке граничит с лесом. На западе, севере и востоке проходят мелиоративные каналы, соединённые с рекой Лахва (приток реки Днепр). Транспортные связи по местной дороге через деревню Гуслище и дальше по шоссе Могилёв—Бобруйск.
Ближайшие населённые пункты: Северный Жабин, Залесье, Понизов.

## Демография
В 1990 году — 5 домохозяйств, 7 жителей.
В 2007 году — постоянного населения нет.

## История
Основана в начале 1920-х годов переселенцами с соседних деревень.
С 20 августа 1924 года в Новосёлковском 2, с 21 августа 1925 года до 26 июля 1930 — в Гуслищенском сельсовете Могилёвского района Могилёвского округа.
С 20 февраля 1938 года в Могилёвской области.
В 1930-е годы сельчане вступили в колхоз.
В Великую Отечественную войну с июля 1941 года до 28 июня 1944 года оккупирована немецко-фашистскими захватчиками.
С 26 июня 1954 года в Вендорожском сельсовете.
В 1990 году в составе совхоза «Вендорож» (центр — деревня Вендорож).